# Josep Carner i Ribalta
|  | Aquest article tracta sobre Josep Carner i Ribalta, l'escriptor i polític. Per a Josep Carner, "el príncep dels poetes catalans", de la mateixa època, vegeu: Josep Carner i Puig-Oriol |

Josep Carner i Ribalta (Balaguer, Noguera, 1898 - Simi Valley, Califòrnia, 1988) fou un escriptor i polític nacionalista català. Començà la seva trajectòria com a publicista a les revistes La Falç (1912-1926),  L'Estisora (1916) de Balaguer, i La Flama (1920), vinculada a la línia patriòtica de Francesc Macià. Després es traslladà a Barcelona, on col·laborà amb L'Intransigent (1918-1922) o La Sardana (1925-1937).

## Activisme polític
Fou un dels primers militants d'Estat Català, i com a tal s'hagué d'exiliar en proclamar-se la Dictadura de Primo de Rivera. Després d'una breu estada a París, on col·laborà amb el Casal Català, va estar un any a Londres i Oxford, on fou corresponsal de La Publicitat i col·laborà amb la Fundació Bernat Metge. El 1923 tornà a París, on fou el redactor en cap del butlletí Estat Català (1923-1925).
Políticament molt actiu, acompanyà Francesc Macià a Moscou el 1925 amb Andreu Nin per tal de demanar el suport de la Internacional Comunista a la causa catalana. Fou un dels participats en els fets de Prats de Molló el 1926, raó per la qual fou detingut i expulsat a Bèlgica, on publicaria La Catalogne rebelle (1927). El maig de 1928 marxà a Cuba i participà en l'Assemblea Constituent del Separatisme Català de l'Havana de 1928. Després marxà a Nova York, on treballarà com a publicista per a la Paramount Pictures i farà de guionista a Hollywood. Alhora, col·laborà a la Revista de Catalunya, on hi va publicar traduccions i treballs sobre Joseph Conrad, Rabindranath Tagore (El carter del rei) i la poesia completa de Paul Valéry, juntament amb Ventura Gassol.
Biògraf oficial de Francesc Macià, del 1933 al 1936 fou cap de premsa del Parlament de Catalunya i va promoure el Comitè de Cinema de la Generalitat. Fou empresonat per restar al costat del president Companys durant els fets del sis d'octubre de 1934.

## Guerra i exili
Quan esclatà la guerra civil espanyola fou nomenat responsable de la Comissaria d'Espectacles de la Generalitat, des d'on intentarà introduir el cinema a les escoles com a eina pedagògica, però el seu desacord amb els membres de la CNT-FAI el van obligar a exiliar-se primer a París, després a Mèxic el 1939 i finalment a Nova York, on va dirigir la revista Free Catalonia fins al 1944.
Fou delegat als EUA del Consell Nacional de Catalunya i va participar en emissions de ràdio en català a Mèxic i als EUA propiciades per l'Oficina d'Afers Interamericans dels Estats Units. També va preparar amb Joan Ventura i Sureda i Josep Fontanals El cas de Catalunya: apel·lació a les Nacions Unides el 1945. El mateix any fou guanyador de la Flor Natural dels Jocs Florals de Bogotà (Colòmbia). El 1985 va rebre la Creu de Sant Jordi.

## Obres
Poesia
- Acoraments i gaudis (1925)
- El resos de l'enyor (1926), poema presentat als Jocs Florals de Barcelona[3]
- Gitanjali (pronunciat "guitànjali", Cançó d'Ofrena, de Rabindranath Tagore). Traduït amb Ventura Gassol (1928)
- Càntic d'amor (1934)
- Sota el cel dels tròpics (1935)
- Poetes russos de la revolució (1937)
- Les gràcies terrenals (1958)
- L'alegre vianant (1969)

Novel·la
- L'etern adolescent (1925)
- Sícoris (1981)
- Nits de lluna a l'Orinoco (1983)

Teatre
- El triomf del Jazz (1932)
- El plaer de viure (1933), tercer Premi de teatre Ignasi Iglésias
- Noies de setze anys (1934)

Assaig
- Com es fa un film (1934)
- Els catalans en la descoberta i colonització de Califòrnia (1947)
- El cas personal de Francesc Macià en el Moviment Patriòtic de Catalunya (1928)
- El Complot de Prats de Molló. Barcelona, Dalmau editors, 1987
- Retorn a Macià (1987)
- Gaspar de Portolà: Explorer of California (1990)

Memòries
- De Balaguer a Nova York, passant per Moscou i Prats de Molló (1972)

## Fons personal
El seu fons personal es conserva a l'Arxiu Nacional de Catalunya. El fons conté la documentació generada i rebuda per Josep Carner i Ribalta; documentació personal i familiar, correspondència i especialment documentació produïda en funció de la seva activitat professional (traduccions, assaig, relats històrics, discursos, cinema, teatre), creativa (poesia, narracions, novel·les) i documentació relacionada amb la seva activitat política (casals i centres catalans a l'exili).